# Nagroda IIFA za Najlepszy Playback Męski
Nagroda IIFA za Najlepszy Playback Męski - laureaci nominowani przez znakomitości kina bollywoodzkiego w Indiach wybierani są drogą internetowa przez widzów. Nagrody są wręczane na uroczystości poza granicami Indii. Trzykrotnym zwycięzcą jest Sonu Niggam.
| Rok  | Zwycięzca         | Film i Piosenka                                 |
| ---- | ----------------- | ----------------------------------------------- |
| 2008 | Shaan             | Saawariya - Jab se tere                         |
| 2007 | Shaan             | Fanaa - Chand Sifarish                          |
| 2006 | Himesh Reshammiya | Aashiq Banaya Aapne - Aashiq Banaya Aapne       |
| 2005 | Kunal Ganjawala   | Murder - Bheege Hont Tere                       |
| 2004 | Sonu Nigam        | Gdyby jutra nie było - Kal Ho Naa Ho            |
| 2003 | Sonu Nigam        | Saathiya - Saathiya                             |
| 2002 | Sonu Nigam        | Kabhi Khushi Kabhie Gham - "Suraj Hua Maddham"  |
| 2001 | Lucky Ali         | Kaho Naa... Pyaar Hai - Ek Pal Ka Jeena         |
| 2000 | Kumar Sanu        | Hum Dil De Chuke Sanam - Aankhon ki Gustakhiyan |